# MOL Liga
La MOL Liga es una competición de liga internacional de hockey sobre hielo en la que compiten equipos de Hungría, Rumania y Eslovaquia. Fue creada en 2008 de forma similar a la Liga Continental de Hockey y está patrocinada por la empresa húngara MOL Group.
Los equipos húngaros disputan, a su vez, el campeonato nacional OB I bajnokság. Por su parte, los equipos rumanos disputan su Liga Naţională.

## Historia
En la primera temporada de la liga participaron seis equipos húngaros y cuatro equipos rumanos. El HC Csíkszereda fue invicto en la temporada después de ganar el primer título de Liga MOL.
En la segunda temporada, el número de equipos se redujo a cinco equipos húngaros y dos rumanos. Después de la temporada regular se decidió el ganador en un sistema de final four. El Budapest Stars se midió al Újpesti TE en el final, después de vencer al SC Csíkszereda y DAB-Docler, respectivamente. El Budapest Stars se proclamó campeón después de ganar el partido 3-1.

## Equipos

### Edición actual
| Equipo                 | Ciudad         | Pabellón                 | Capacidad          |
| ---------------------- | -------------- | ------------------------ | ------------------ |
| DAB-Docler             | Dunaújváros    | Dunaújvárosi Jégcsarnok  | 4,000              |
| Ferencvárosi TC        | Budapest       | Pesterzsébeti Jégcsarnok | 1,500              |
| Miskolci Jegesmedvék   | Miskolc        | Miskolc Ice Hall         | 1,304              |
| Újpesti TE             | Budapest       | Újpesti Jégcsarnok       | 2,200              |
| ASC Corona 2010 Brasov | Brașov         | Brașov Olympic Ice Rink  | 1,584 (extendable) |
| HSC Csíkszereda        | Miercurea Ciuc | Vákár Lajos Ice Hall     | 2,000              |
| Ice Tigers Nové Zámky  | Nové Zámky     | Zimný štadión Nové Zámky | 2,500              |

### Antiguos equipos
| Equipo                                 | Ciudad         | Participaciones      |
| -------------------------------------- | -------------- | -------------------- |
| Budapest Stars (Vasas Stars, Vasas HC) | Budapest       | 2008–2011            |
| SAPA AV19 Székesfehérvár II            | Székesfehérvár | 2008–2009; 2010–2012 |
| CS Progym Gheorgheni                   | Gheorgheni     | 2008–2009            |
| HC Csíkszereda                         | Miercurea Ciuc | 2008–2009            |
| Steaua Rangers                         | Bucarest       | 2008–2009; 2010–2012 |

## Campeones
| - 2008–2009 – HC Csíkszereda - 2009–2010 – Budapest Stars - 2010–2011 – HSC Csíkszereda - 2011–2012 – Dunaújvárosi Acélbikák - 2012–2013 – Dunaújvárosi Acélbikák |